# Mesochorus tibialis
Mesochorus tibialis är en stekelart som beskrevs av Schwenke 2002. Mesochorus tibialis ingår i släktet Mesochorus och familjen brokparasitsteklar. Inga underarter finns listade i Catalogue of Life.